# Ołeksij Kowtun
Ołeksij Ołeksandrowycz Kowtun, ukr. Олексій Олександрович Ковтун (ur. 5 lutego 1995 w Kijowie) – ukraiński piłkarz, grający na pozycji obrońcy.

## Kariera piłkarska

### Kariera klubowa
Wychowanek klubu Dynamo Kijów, barwy którego bronił w juniorskich mistrzostwach Ukrainy (DJuFL). Karierę piłkarską rozpoczął w 25 lipca 2012 w juniorskiej drużynie Dynama Kijów. Latem 2013 został piłkarzem Metalista Charków. W końcu sierpnia 2015 zasilił skład FK Połtawa. 22 marca 2018 podpisał kontrakt z białoruskim FK Mińsk. 5 lipca 2018 przeszedł do Karpat Lwów. 21 stycznia 2020 kontrakt za obopólną zgodą został rozwiązany.

### Kariera reprezentacyjna
W 2015 występował w młodzieżowej reprezentacji Ukrainy U-20.